# Mólos (Phthiotide)
Pour les articles homonymes, voir Mólos.
Mólos, en grec moderne : Μώλος, est un village et un ancien dème du district régional de Phthiotide, en Grèce-Centrale. Depuis 2010, il est fusionné au sein du dème de Mólos-Ágios Konstantínos, devenu, en 2018, dème de Kaména Voúrla.
Selon le recensement de 2011, la population du dème compte 4 179 habitants tandis que celle de la localité s'élève à 1 974 habitants.